# نومی (ترنتینو)
نومی (به ایتالیایی: Nomi) یک کومونه در ایتالیا است که در ترنتینو واقع شده‌است.

## خصوصیات
نومی ۶٫۵ کیلومترمربع مساحت و ۱٬۲۹۸ نفر جمعیت دارد.